# Gyvelkvæler-familien
Gyvelkvæler-familien (Orobanchaceae) er en stor familie med ca. 100 slægter og 2000 arter. Det er mest flerårige, urteagtige planter eller sjældnere: buske, som er halvsnyltere. Flere grupper inden for familien har dog – uafhængigt af hinanden – udviklet helsnyltere . Bladene er ofte tandede eller lappede, og blomsterne er hyppigt samlet i klase-agtige stande. De enkelte blomster er 5-tallige og uregelmæssige med sammenvoksede kronblade, der danner et kronrør. Frugterne er kapsler med mange frø.
Her nævnes kun de slægter, som er vildtvoksende eller almindeligt dyrkede i Danmark.
| Slægter |

- Sorttop (Bartsia)
- Øjentrøst (Euphrasia)
- Skælrod (Lathraea)
- Kohvede (Melampyrum)
- Rødtop (Odontites)
- Gyvelkvæler (Orobanche)
- Troldurt (Pedicularis)
- Skjaller (Rhinanthus)

Alle de nævnte slægter undtagen Orobanche har tidligere været klassificeret under Maskeblomst-familien.

## Note
1. ↑  Nelson D. Young, Kim E. Steiner og Claude W. Depamphilis : The evolution of parasitism in Scrophulariaceae/Orobanchaceae: Plastid gene sequences refute an evolutionary transition series i Annals of the Missouri Botanical Garden, 1999, 86 side 876-893. Se et abstract online
2. ↑  For eksempel i: Bo Mossberg og Lennart Stenberg, Den nye nordiske flora, 2. udgave, 1. oplag  2014, Gyldendal. ISBN 978-87-02-16426-8.